# Pleine-Sève
 Pleine-Sève  es una población y comuna francesa, en la región de Alta Normandía, departamento de Sena Marítimo, en el distrito de Dieppe y cantón de Saint-Valery-en-Caux.

## Demografía
| 118 | 111 | 93 | 137 | 125 | 108 |
| Para los censos de 1962 a 1999 la población legal corresponde a la población sin duplicidades (Fuente: INSEE [Consultar]) |     |    |     |     |     |